# Paroedura gracilis
Espèce
Synonymes
- Diplodactylus gracilis Boulenger, 1896

Statut de conservation UICN

 LC  : Préoccupation mineure
Paroedura gracilis est une espèce de geckos de la famille des Gekkonidae.

## Répartition
Cette espèce est endémique de l'Est de Madagascar.

## Étymologie
Son nom d'espèce, du latin gracilis, « fin », lui a été donné en référence à sa morphologie.

## Publication originale
- Boulenger, 1896 : Descriptions of new lizards from Madagascar. Annals and Magazine of Natural History, ser. 6, vol. 17, p. 444-449 (texte intégral).